# Ménil-en-Xaintois
Ménil-en-Xaintois è un comune francese di 162 abitanti situato nel dipartimento dei Vosgi nella regione del Grand Est.

## Società

### Evoluzione demografica
Abitanti censiti